# أفرو يورك
أفرو يورك  (بالإنجليزية: Avro York) هي طائرة ركاب ونقل، بأربعة محركات. أنتجت في 1943 ببريطانيا. من صناعة أفرو. كانت تستخدم بشكل أساسي من قبل سلاح الجو الملكي. كان أول طيران لها في 5 يوليو 1942. دخلت الخدمة في 1944، انتهت خدمتها في 1964. صنع منها 259 طائرة.

## المستخدمون
- سلاح الجو الملكي
- شركة الخطوط الجوية البريطانية لما وراء البحار